# Romany-Sędzięta
Romany-Sędzięta – wieś w Polsce położona w województwie mazowieckim, w powiecie przasnyskim, w gminie Krzynowłoga Mała. Ma status sołectwa.
| SIMC    | Nazwa         | Rodzaj    |
| ------- | ------------- | --------- |
| 0512680 | Romany-Janki  | część wsi |
| 0512697 | Romany-Karcze | część wsi |
| 0512705 | Romany-Zajki  | część wsi |

W latach 1975–1998 miejscowość administracyjnie należała do województwa ostrołęckiego.